# ديانا بلامنفيلد
ديانا بلامنفيلد (بالبولندية: Diana Blumenfeld)‏ هي مغنية وممثلة بولندية، ولدت في 1903 في وارسو في بولندا، وتوفيت في 1961 في نيويورك في الولايات المتحدة.

## وصلات خارجية
- ديانا بلامنفيلد على موقع IMDb (الإنجليزية)
- ديانا بلامنفيلد على موقع ديسكوغز (الإنجليزية)
- ديانا بلامنفيلد على موقع قاعدة بيانات الفيلم (الإنجليزية)